# SHBS
De Sportvereniging Hogere Burger School, kortweg SHBS, was een voetbalclub uit de Noord-Hollandse stad Den Helder. De club werd officieel opgericht in 1901. De clubkleuren waren groen met wit. SHBS ging in 1919 op in de fusieclub HFC Helder.

## Geschiedenis
Een leerkracht aan de Hogereburgerschool in Den Helder besloot rond 1900 dat het voetbalspel een prima aanvulling kon zijn op de aangeboden gymnastieklessen. Zodoende deed het voetbal zijn intrede in Den Helder via de leerlingen van de HBS, die in eerste instantie voetbalden op de dijk. In april werd de scholierenclub een officiële vereniging als Sportvereeniging H.B.S.. 
Vanaf 1901 werden de voetbalwedstrijden gespeeld op het voormalige Galgenveld te Huisduinen, waar iedere Helderse club uit die tijd speelde. Aan het begin van de 20e eeuw werd een Heldersche voetbalcompetitie georganiseerd door de vereniging ,,Volksweerbaarheid" (V.W.B.H.). In 1902 werd HBS kampioen van de Eerste klasse. De sport werd populair en er kwamen steeds meer Helderse voetbalclubs bij, waardoor er in 1907 de Heldersche Voetbalbond opgericht werd om in competitieverband te kunnen uitkomen.
Toen er in 1906 een geschikt terrein achter het Ankerpark vrijkwam, huurde HBS dit. Slechts een jaar later verhuisde de club alweer naar het veld aan de Polderweg.
Na een aantal seizoenen te zijn uitgekomen in de Helderse competitie, trad HBS in 1913 toe tot de Noordhollandsche Voetbalbond. In 1915 kreeg HBS van de Nederlandse Voetbalbond de opdracht haar naam aan te passen, omdat er met HBS reeds een club met dezelfde afkorting aangesloten was bij dezelfde voetbalbond. De Sportvereniging HBS werd officieel ingeschreven met de afkorting SHBS.
In het seizoen 1917/18 ontstond een gebrek aan gedrevenheid binnen de club, voornamelijk voor de uitwedstrijden. Zo kwam SHBS in november 1917 niet op dagen tegen EVC, omdat de club geen goed elftal kon opstellen. De Helderse Courant schreef destijds hierover: "Laten de spelers nu inzien dat het zoo niet langer gaat, want S.H.B.S. is nog te goed om als hekkensluiter te eindigen. Laat de laksheid nu toch eens varen en zoek de oude geestdrift van vroeger weer eens op, dan kan en zal er succes komen". In januari 1918 trokken de Helderse clubs HFC Helder en SHBS zich terug uit de competitie van de NVB wegens slechte reisverbindingen. Men organiseerde destijds een plaatselijke competitie.
In de zomer van 1918 ging de club een fusie aan met de Zeevaartschool (Z.V.S.) en ging verder onder de naam Hogereburger- en Zeevaartschool (H.B. & Z.V.S.). De fusieclub HBZVS deed haar intrede in de Derde klasse, waar zij de plaats overnam van SHBS. In januari 1918 ontstonden de eerste geruchten dat HBZVS zich zou willen terugtrekken uit de competitie nadat een competitiewedstrijd vervallen was wegens een door de bond afgekeurd thuisveld. Vlak voor het einde van de competitie werd de club in maart 1919 door de NVB geroyeerd en uit de competitie gehaald.
In 1919 ging HBZVS op in HFC Helder. Men hoopte daardoor een sterker elftal uit Den Helder op de been te kunnen brengen in de landelijke competities van de NVB. Deze club zou een aantal seizoenen later uitkomen in de Tweede klasse, destijds het op een na hoogste niveau van het Nederlands voetbal. In mei 1921 werd echter de voetbalvereniging Z.V.S. gevormd na een afsplitsing, bestaande uit leerlingen van de Zeevaartschool en 5 voormalige HBS-spelers. Deze club bestond nadien alleen officieus en speelde tot 1924 voornamelijk vriendschappelijke wedstrijden.

## Rivaliteit
SHBS speelde in het seizoen 1915/16 in de Derde Klasse van de NVB zodat de derby tegen HFC Helder officieel in competitieverband gespeeld werd. Op 10 oktober 1915 vond de eerste ontmoeting op het Bolweg-terrein plaats, welke door de groen-witten verdiend met 3-1 gewonnen werd. HFC nam op het Tuindorp-terrein van SHBS wraak, want de thuisclub werd met 5-2 verslagen.

## Competitieresultaten 1901–1917
| 1 |

| 1 |

|  |

| 1 |

|  |

| 3 |

| 2 |

| 2 |

| 3 |

| 2 |

|  |

| 2 3F |

| 4 3F |

|  |

| 3E |

| Eerste klasse HVB | Derde klasse |

In elke staaf van de grafiek staat van boven naar beneden vermeld: 
- Eindnotering

Dit is de positie die de club heeft bereikt in de competitie, zonder eventuele beslissings-, play-off- of nacompetitiewedstrijden die nodig zijn geweest om bijvoorbeeld de kampioen van de competitie te bepalen.
Indien een * achter het getal staat is de notering een tussenstand en kan het zijn dat de notering niet overeenkomt met de uiteindelijke eindstand van de competitie.
Staat er een - dan is het seizoen nog bezig en is er geen definitieve uitslag bekend.
Staat er xx op de positie van de notering, dan heeft de club vroegtijdig de competitie verlaten. Dit kan onder andere komen door terugtrekking van het team, faillissement van de club of door een uitgedeelde straf van de KNVB. In veel gevallen staat elders in het artikel de reden vermeld.
Staat er een ? dan is het resultaat uit het verleden onbekend, en is alleen de competitie of het niveau bekend van dat seizoen.
In de seizoenen 2019/20 en 2020/21 werd wegens de coronacrisis het amateurvoetbal afgebroken. Daardoor kennen deze staven geen eindklassering (middels -- weergegeven).
- Competitieniveau en afdelingsletter of Officiële eindstand Eredivisie
  - Competitieniveau en afdelingsletter

Hierbij geeft het getal het niveau weer, dat ook terug te vinden is in de legenda. De letter is de afdelingsaanduiding en wordt gebruikt wanneer er meer afdelingen zijn op hetzelfde niveau. De afdelingsletter is altijd een hoofdletter en wordt meestal zonder nummer gebruikt.
Voorbeeld: 2F is niveau 2e klasse competitie F.
Het competitieniveau en nummer wordt niet vermeld wanneer er slechts één competitie van dit niveau was.
  - Officiële eindstand Eredivisie (getal staat tussen haakjes vermeld)

Sinds de introductie van play-offwedstrijden voor Europees voetbal na afloop van de reguliere competitie in 2005/06, is de KNVB verplicht een eindstand van de Eredivisie door te geven aan de UEFA aan de hand van deze play-offwedstrijden.
Bij deze eindstand staan clubs die zich hebben gekwalificeerd voor Europees voetbal hoger dan clubs die zich niet wisten te kwalificeren. Indien er geen verschil was tussen de eindnotering en de officiële eindstand, staat dit getal niet vermeld.

- Onderafdeling

Hier staat afgekort de naam van de onderafdeling indien de club in dat jaar in een onderafdeling uitkwam. Tevens staat deze afkorting in de legenda en wordt gelinkt naar het artikel over deze onderafdeling. Deze afkorting wordt alleen vermeld wanneer de club in het verleden in verschillende onderafdelingen heeft gespeeld. Deze vermelding is in de staaf altijd in kleine letters. Deze onderafdelingen zijn na het seizoen 1995/96 afgeschaft. Heeft de club in slechts één onderafdeling gespeeld, dan is dit alleen terug te vinden in de legenda.
Onder de staaf staat het jaartal vermeld waarin het seizoen is afgesloten. 15 verwijst naar het seizoen 2014/15 of eventueel het seizoen 1914/15.
Wanneer een staaf leeg is, zijn deze gegevens niet bekend. Het kan ook zijn dat de club dat seizoen niet heeft meegespeeld op het hogere amateurniveau, vroegtijdig de competitie heeft verlaten of uit de competitie is gezet.

In het seizoen 1944/45 was er wegens de Tweede Wereldoorlog geen regulier competitievoetbal.

## Erelijst
| Competitie                                 | Winnaar | Winnaar          | Runner up | Runner up              |
| Competitie                                 | Aantal  | Jaren            | Aantal    | Jaren                  |
| ------------------------------------------ | ------- | ---------------- | --------- | ---------------------- |
| Koninklijke Nederlandse Voetbalbond (KNVB) |         |                  |           |                        |
| Derde klasse                               |         |                  | 1×        | 1916                   |
| Noordhollandsche Voetbalbond (NHVB)        |         |                  |           |                        |
| Eerste klasse                              |         |                  |           |                        |
| Heldersche Voetbalbond (HVB)               |         |                  |           |                        |
| Helders kampioenschap                      | 3×      | 1901, 1902, 1904 | 3×        | 1907, 1908, 1909, 1910 |